# NGC 7658/2
NGC 7658/2 је лентикуларна галаксија у сазвежђу Ждрал која се налази на NGC листи објеката дубоког неба.
Деклинација објекта је - 39° 13' 37" а ректасцензија 23h 26m 24,9s. Привидна величина (магнитуда) објекта NGC 7658 износи 13,9 а фотографска магнитуда 14,9. NGC 76582 је још познат и под ознакама NGC 7658B, ESO 347-16, MCG -7-48-3, AM 2323-392, PGC 71432.